# Carl Robert Jakobson
Pour les articles homonymes, voir Jakobson.
Carl Robert Jakobson, né le 26 juillet 1841 à Tartu (comté de Tartu) et mort le 19 mars 1882 à Kurgja (comté de Pärnu), est un écrivain, journaliste, homme politique et enseignant estonien.

## Biographie
Carl Robert Jakobson naît à Tartu le 26 juillet 1841, d’un père greffier de village, enseignant d'école publique, et directeur de la chorale de l'église. Il éduque son fils à domicile
Carl devient lui aussi maître d'école à l'école publique. Cependant, des difficultés relationnelles avec le pasteur allemand à Tartu l’incitent à quitter l'Estonie et à se diriger vers le territoire russe et la ville de Yamburg (Kingisepp).
En 1865, Carl devient professeur de langue et de littérature allemandes à Saint-Pétersbourg, et y rencontre Johann Köler, un nationaliste estonien. Celui-ci, fils de paysan devenu peintre, a pour clientèle l’aristocratie impériale. À ce contact, se développe chez lui une passion contagieuse pour la cause estonienne, qu’il ne manque pas d’instiller à Carl.
Celui-ci, se consacre désormais à l’autonomie de l’Estonie, il rédige des manuels de littérature, de géographie estoniennes imbibés de nationalisme. En 1869, il publie un premier livre sur l'agriculture, suivi d’un livre de partitions musicales, puis d’une pièce de théâtre populaire : Carl Robert Jakobson est un polymathe. En 1869 et 1870, il prononce trois discours patriotiques à Tartu, dans lesquels il fustige les Allemands baltes et bouleverse résolument l'histoire estonienne.
À l’époque, il est répandu que les missionnaires allemands introduisent la culture, l'efficacité et la discipline en lieu et place des temps barbares (supposés) des anciens Estoniens. Jakobson dénonce ce récit et avance que les terres estoniennes vivaient à l’époque ce qu'il a décrit comme un « âge de la lumière », une période de grande harmonie que les Allemands, à leur arrivée, ont ensuite transformé en un « âge des ténèbres ».
Jacobson est à l’origine de la prise de conscience estonienne, la voix qui a éveillé les désirs réprimés et a dit ce que les Estoniens avaient eu peur de penser à haute voix pendant sept siècles : que l'avenir des Estoniens était entre leurs  mains, et que les Estoniens sont un peuple maltraité. Il suscite un véritable réveil national estonien. Pour la première fois, les Estoniens commencent à croire qu'ils méritent de se gouverner eux-mêmes, que leur destin mérite mieux qu’une vie de peuple soumis.
C'est l'idée principale de Jakobson : l'affirmation du fait que ce sont les propriétaires fonciers et l'église allemands de la Baltique qui sont à blâmer pour la pauvreté infligée au peuple estonien, disant que les Allemands avaient rompu le contrat social entre les deux parties.
Mais comment se libérer de cette oppression de sept siècles ? 
Jakobson envisage d'unir ses forces avec les radicaux russes afin de renverser la domination économique allemande.
Jakobson écrit et vend des manuels scolaires, ce qui l'a amené à acheter une ferme à Vandra, où il écrit des ouvrages sur l'agriculture, et sur la culture et l'histoire nationales de l'Estonie.
Cependant, malgré tout cela, Carl Robert Jakobson reste impopulaire parmi la paysannerie, et mal compris : l'homme qui a le plus défendu les pauvres n’est pas le héros de son temps. Les paysans demeurent prudents et sceptiques face à un homme éduqué qui prétend les défendre.
Jacobson est le premier intellectuel estonien à se lever et à dire aux Allemands baltes que leur pouvoir dans la nation du Nord est contesté.
Pour Carl Robert Jakobson, le développement politique et la prise de pouvoir sont primordiaux : la culture peut évoluer et se développer, mais cela n’a aucun sens sans le pouvoir politique nécessaire pour la célébrer.
En 1878, Jakobson lance Sakala, son propre journal estonien qui expose rapidement ses vues qui deviennent populaires parmi le peuple estonien. Jakobson devient de facto le porte parole du peuple.
Au sommet de sa popularité, Carl Robert Jakobson décède chez lui le 19 mars 1882 à l’âge de 40 ans. Son vœux finit pourtant par se réaliser, et l'influence initiale de son travail ne doit pas être sous-estimée.

## Ouvrages
- Kooli Lugemise raamatu (1867–1876)
- Uus Aabitsaraamat (1867)
- Veikene Geograafia (1868)
- Teadus ja Seadus põllul (1869)
- Wanemuine Kandle healed (Lieder für Chor, 1869–1871)
- C. R. Linnutaja laulud (Gesangheft, 1870)
- Rõõmus laulja (1872)
- Artur ja Anna (Theaterstück, 1872)
- Kuidas põllumees rikkaks saab (1874)
- Kuidas karjad ja nende saagid meie põllumeeste rikkuse allikaks saavad (1876)
- Sakala Kalender põllumeestele (1880)
- Helmed (Lesebuch, 1880)

## Galerie

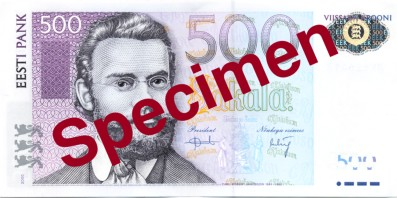
Carl Robert Jakobson – Billet de 500 couronnes – République d'Estonie.